# Sharif
Sharif (arabisk: شريف, sharīf, «ætling», tidligere stavet sherif) er en arabisk ærestitel, som benyttes for ætlinge af profeten Muhammed.
I den sunnitiske del af den arabiske verden benyttes sharif om ætlinge af Hasan ibn Ali på tilsvarende måde, som sayyid benyttes for ætlinge af Hussein ibn Ali. Både Hasan og Hussein var børnebørn af profeten Muhammed, gennem ægteskabet mellem hans nevø Ali og datter Fatima. Fremstående sunnitiske sharifdynastier var idrisiderne og saadierne i Marokko, samt zaydittene i Yemen. I dag er den eneste tilbageværende sharifslægt den regerende kongeæt i det hashimitiske kongedømme Jordan, hvis navn kommer fra Banu Hashim; den del af stammen quraysh, som profeten Muhammed tilhørte.
Shiitter benytter sayyid og habib for ætlinge af både Hasan og Hussein.
Medlemmer af den hashimitiske slægt besad mellem 1201 og 1925 embedet Sharif af Mekka og mellem 1916 og 1925 titlen konge af Hejaz. Efter 1. verdenskrig beherskede de ved siden af Hejaz (til 1925) også Irak (til 1958), Jordan (fra 1921) og Syrien (til 1920).
| Islam | Spire Denne islamartikel er en spire som bør udbygges. Du er velkommen til at hjælpe Wikipedia ved at udvide den. |